# Kimiko Ezaka
Kimiko Ezaka (江坂君子?, Ezaka Kimiko; 6 novembre 1943) è un'ex nuotatrice giapponese, che ha partecipato alle Olimpiadi di Roma 1960 e di Tokyo 1964, gareggiando in alcuni eventi di nuoto.

## Carriera
Ai IV Giochi asiatici, ha vinto 1 oro nella Staffetta 4x100m sl.